# 向台町
向台町（むこうだいちょう）は、東京都西東京市の町。現行行政地名では向台町一丁目から向台町六丁目の6町が設置されている。住居表示実施済み区域。郵便番号は188-0013。

## 地理
西東京市の南部に位置し、東西に細長い台地である。東から向台町一丁目、東京都道12号調布田無線（境新道、武蔵境通り）を挟んで向台町二丁目、向台東通りを挟んで向台町三丁目、向南中央通りを挟んで向台町四丁目、市役所通りを挟んで向台町五丁目、府中道を挟んで向台町六丁目と並んでいる。多くは住宅地だが、向台町五丁目に田無市民公園があり、向台町六丁目の南部は東京都立小金井公園に食い込んでおり、また学校が多数あるなど、緑地も多い。向台町三丁目にはかつてIHI田無工場があった。
東は深大寺街道を挟んで柳沢、南は鈴木街道・旧鈴木街道を挟んで新町・武蔵野市桜堤・小金井市関野町、西は小平市花小金井南町、北は石神井川を挟んで芝久保町・南町に隣接する。

### 河川
- 石神井川

### 面積と人口
丁目毎の面積 、人口と世帯数、および人口密度は以下の通りである。（2018年（平成30年）1月1日現在）
| 丁目         | 面積    | 人口    | 人口    | 人口     | 世帯数    | 人口密度       | 備考 |
| 丁目         | 面積    | 男      | 女      | 計       | 世帯数    | 人口密度       | 備考 |
| ------------ | ------- | ------- | ------- | -------- | --------- | -------------- | ---- |
| 向台町一丁目 | 0.23km2 | 1,133人 | 1,162人 | 2,295人  | 1,037世帯 | 9,978.3人/km2  |      |
| 向台町二丁目 | 0.22km2 | 966人   | 984人   | 1,950人  | 856世帯   | 8,863.6人/km2  |      |
| 向台町三丁目 | 0.24km2 | 2,114人 | 2,239人 | 4,353人  | 1,636世帯 | 18,137.5人/km2 |      |
| 向台町四丁目 | 0.25km2 | 1,700人 | 1,763人 | 3,463人  | 1,624世帯 | 13,852.0人/km2 |      |
| 向台町五丁目 | 0.16km2 | 428人   | 431人   | 859人    | 350世帯   | 5,368.8人/km2  |      |
| 向台町六丁目 | 0.22km2 | 855人   | 872人   | 1,727人  | 761世帯   | 7,850.0人/km2  |      |
| 計           | 1.32km2 | 7,196人 | 7,451人 | 14,647人 | 6,264世帯 | 11,096.2人/km2 |      |

### 小・中学校の学区
市立小・中学校に通う場合、学区は以下の通りである。
| 丁目         | 街区 | 小学校                 | 中学校                   |
| ------------ | ---- | ---------------------- | ------------------------ |
| 向台町一丁目 | 全域 | 西東京市立柳沢小学校   | 西東京市立田無第四中学校 |
| 向台町二丁目 | 全域 | 西東京市立向台小学校   | 西東京市立田無第四中学校 |
| 向台町三丁目 | 全域 | 西東京市立向台小学校   | 西東京市立田無第四中学校 |
| 向台町四丁目 | 全域 | 西東京市立向台小学校   | 西東京市立田無第四中学校 |
| 向台町五丁目 | 全域 | 西東京市立上向台小学校 | 西東京市立田無第一中学校 |
| 向台町六丁目 | 全域 | 西東京市立上向台小学校 | 西東京市立田無第一中学校 |

### 地価
住宅地の地価は、2014年（平成26年）1月1日の公示地価によれば、向台町3-4-83の地点で26万2000円/m2になっている。

## 歴史
江戸時代の当地域は田無村の小名の一つで向台と書かれ、田無宿から見て石神井川の対岸にある台地を意味すると考えられている。享保18年（1733年）までに開拓された地域が多い。
明治初期に字向台が分割され、西部が字上向台、東部が字下向台になった。
- 1879年（明治12年）5月7日 - 郡区町村編制法下で田無村が町制施行し、神奈川県北多摩郡田無町字上向台・字下向台となる。
- 1889年（明治22年）
  - 4月1日 - 町村制施行に伴い田無町が単独立町。大字は設置されず、神奈川県北多摩郡田無町字上向台・字下向台のままとなる。
  - 4月11日 - 甲武鉄道（JR中央本線の前身）の新宿 - 立川間が開通し、境駅（現在の武蔵境駅）が開業。これに伴って境駅と田無宿の間に境新道が整備され、字下向台の桑畑を貫通した[9]。
- 1893年（明治26年）4月1日 - 北多摩郡・南多摩郡・西多摩郡が東京府に移管され、東京府北多摩郡田無町字上向台・字下向台となる。
- 1943年（昭和18年）7月1日 - 東京都制施行により、東京都北多摩郡田無町字上向台・字下向台となる。
- 1957年（昭和32年）1月 - 石川島播磨重工業（現在のIHI）田無工場が設立される[10][11]。
- 1967年（昭和42年）
  - 1月1日 - 田無町が市制施行し、東京都田無市字上向台・字下向台となる。
  - 10月1日 - 住居表示実施に伴い、字下向台の一部に字上宿・字下宿・字南芝久保・字柳沢の各一部を合わせて南町が設置される[12]。
- 1968年（昭和43年）9月1日 - 住居表示実施に伴い、字上向台の全部・字下向台の残存部に字柳沢の一部を合わせて向台町が設置される[12]。
- 2001年（平成13年）1月21日 - 田無市と保谷市の合併により、西東京市向台町となる。
- 2007年（平成19年）10月 - IHI田無工場が相馬第二工場への機能移転を完了し閉鎖される[10][11]。

## 交通

### 鉄道
| バス利用で利用可能駅                                                                                       |
| --- |
| 西武新宿線 - 田無駅(SS 17) 西武池袋線 - ひばりヶ丘駅(SI 13) JR中央線 西武多摩川線 - 武蔵境駅(JC 13)(SW 01) |

町内に駅・鉄道路線は無い。最寄り駅は田無町四丁目の西武新宿線田無駅、または武蔵野市境一丁目・境南町二丁目のJR中央本線・西武多摩川線武蔵境駅。

### バス

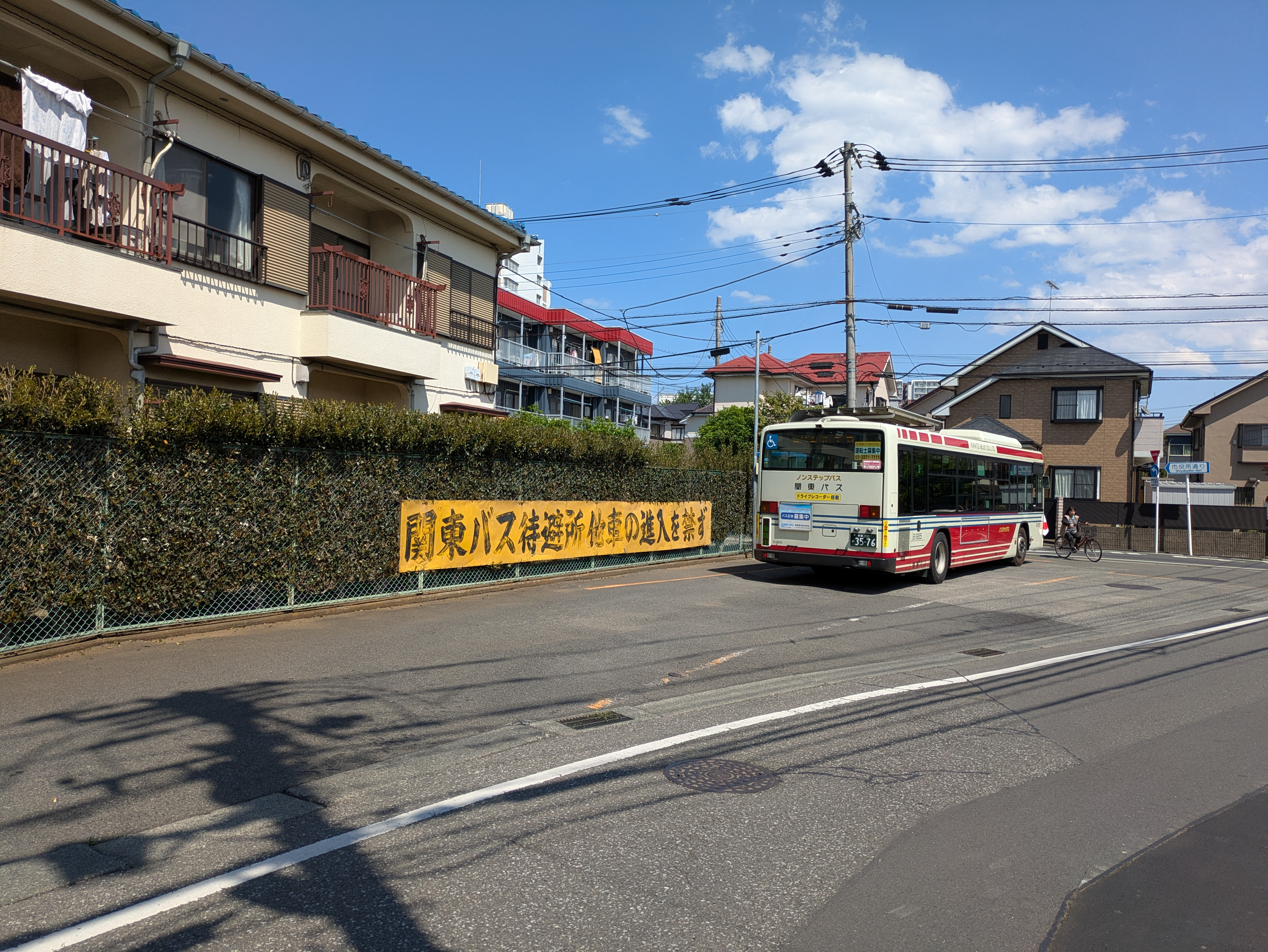
向台町五丁目バス停

武蔵境通りは武蔵境駅方面から田無駅・ひばりヶ丘駅方面を結ぶバスの経路となっており、西武バスの多数の便が行き交う。また、三丁目に「ヴィーガーデン西東京」、五丁目に「向台町五丁目」と関東バスのターミナルが2つ所在する。西東京市コミュニティバス「はなバス」の第3ルートが三〜六丁目を経由して田無駅と東伏見駅を結んでいる。

### 道路
- 深大寺街道
- 柳沢中央通り

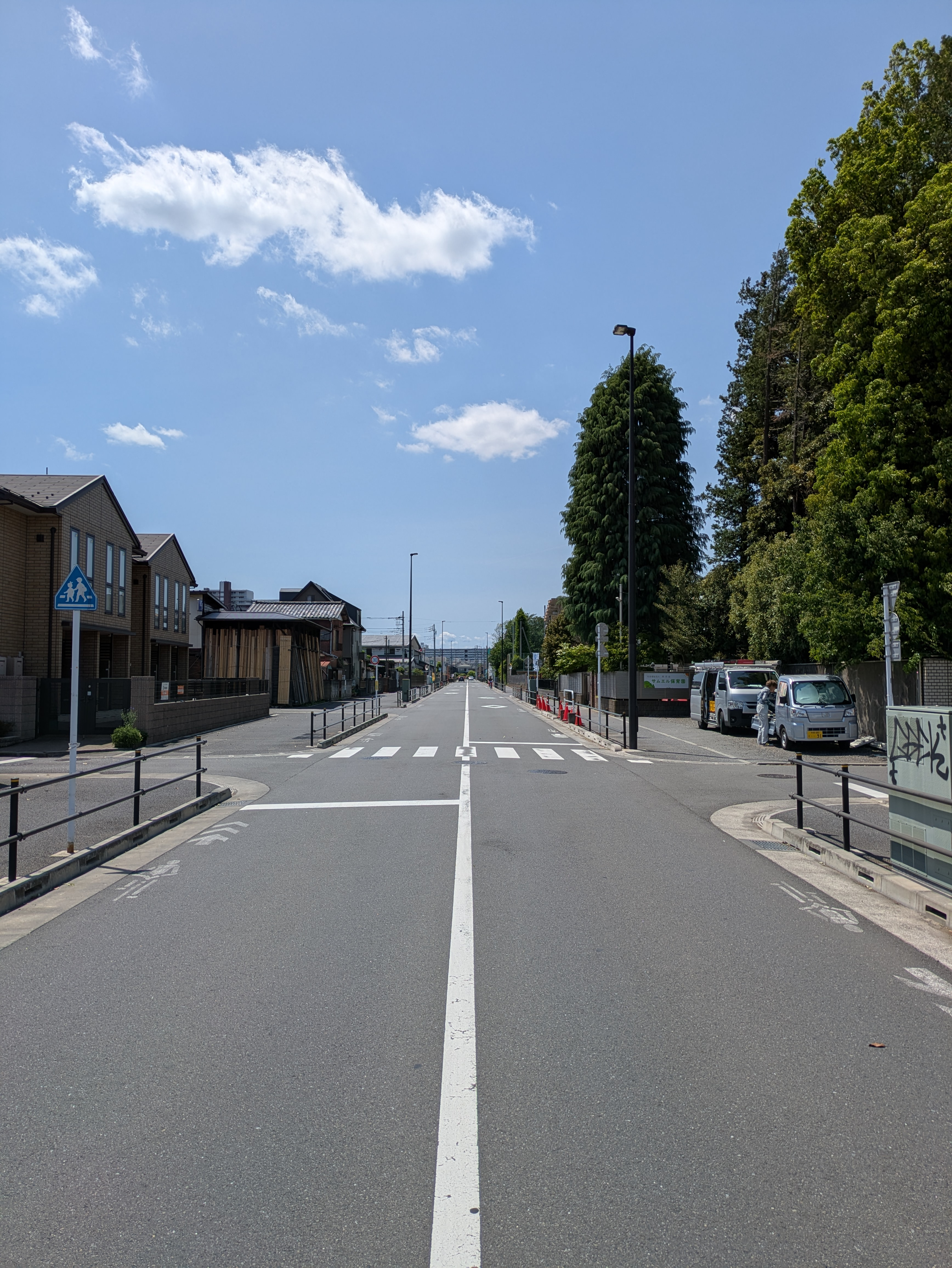
向台中央通り

- 東京都道12号調布田無線（境新道、武蔵境通り）
- 向台東通り
- 向南中央通り
- 市役所通り
- 府中道
- 向台中央通り
- 東京都道253号保谷狭山自然公園自転車道線（多摩湖自転車歩行者道）
- 鈴木街道

## 施設

### 向台町一丁目
- 武蔵野大学、武蔵野大学中学校・高等学校（大部分は新町一丁目にある）
- 東京都立田無工科高等学校
- 西東京市立柳沢小学校（南町二丁目に跨る）
- 西東京市立田無柳沢児童センター
- 向台とねりこの家
- サンドラッグ西東京向台店
- ビッグ・エー田無向台店

### 向台町二丁目
- 西東京市立田無第四中学校
- 西東京市立向台小学校
- サムエル保育園・乳児園

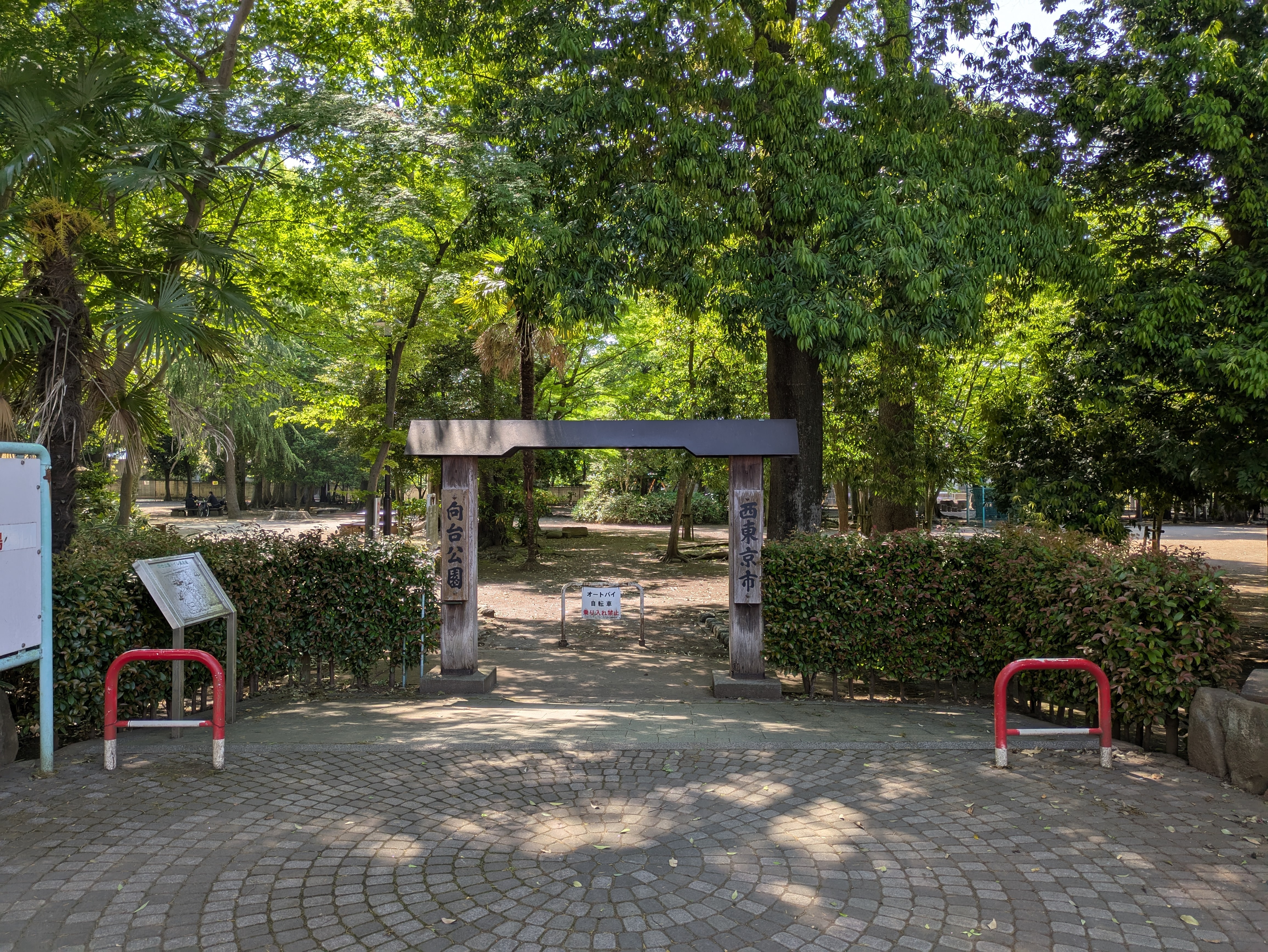
向台公園入口

- 西東京市向台コミュニティセンター（旧称：向台地区会館）
- 向台町地域包括支援センター
- 向台公園
- A&A西東京スポーツセンター
- 西東京消防署向台町出張所

### 向台町三丁目
- （IHI田無工場跡地）
  - ヴィーガーデン ザ・レジデンス
  - ビーフェアこども愛々保育園向台
  - サミットストア向台町店
  - コジマ×ビックカメラ西東京店

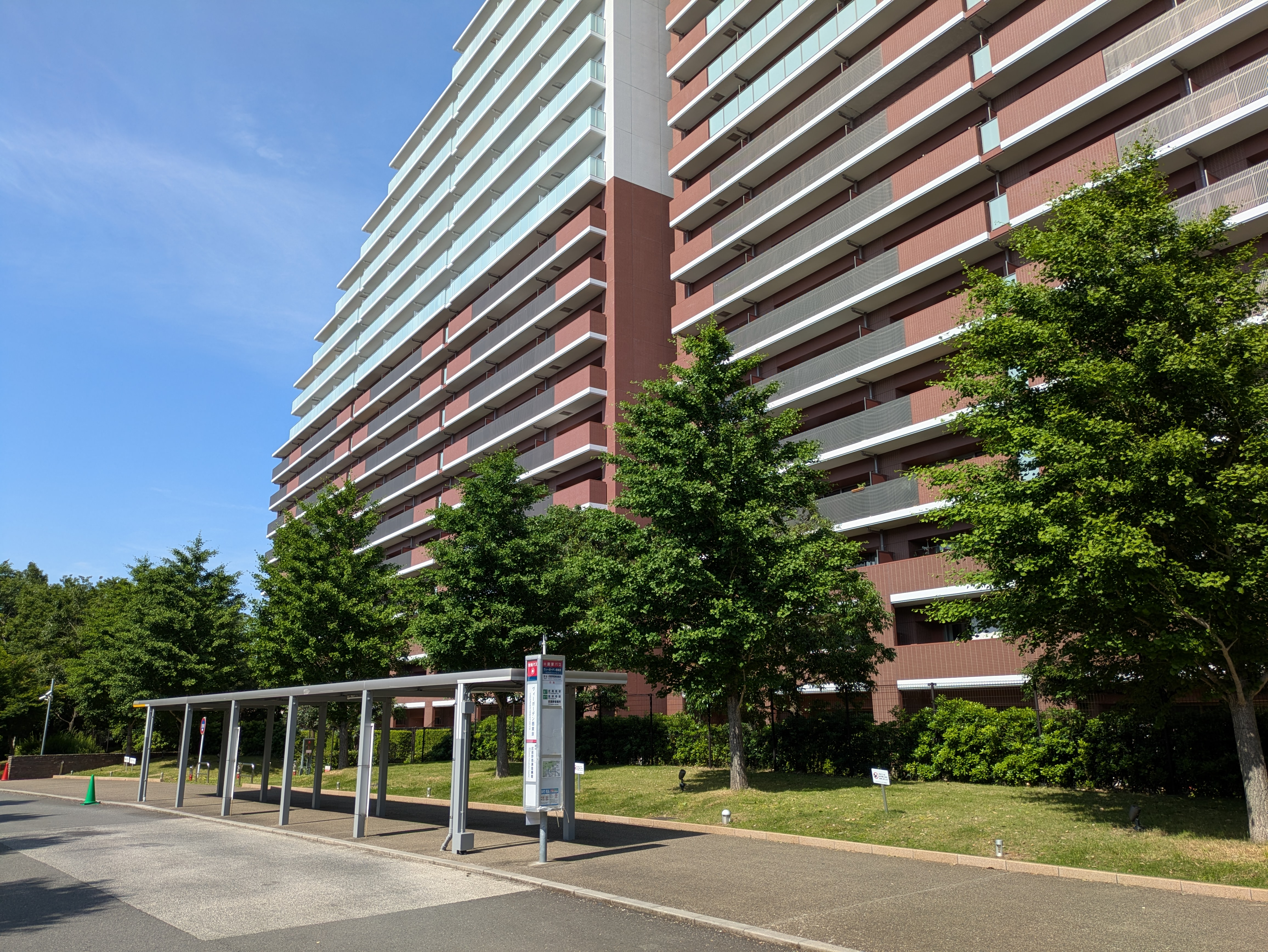
ヴィーガーデン ザ・レジデンスと、同バス停

  - キヤノンITソリューションズ西東京データセンター
  - 武蔵野徳洲苑
  - 武蔵野徳洲会病院
- 西東京市立向台学童クラブ
- 野田医院
- 向台植物公園

### 向台町四丁目
- ビレッジハウス向台タワー（旧称：雇用促進住宅向台宿舎）
- ルネサンヴェール小金井公園

### 向台町五丁目

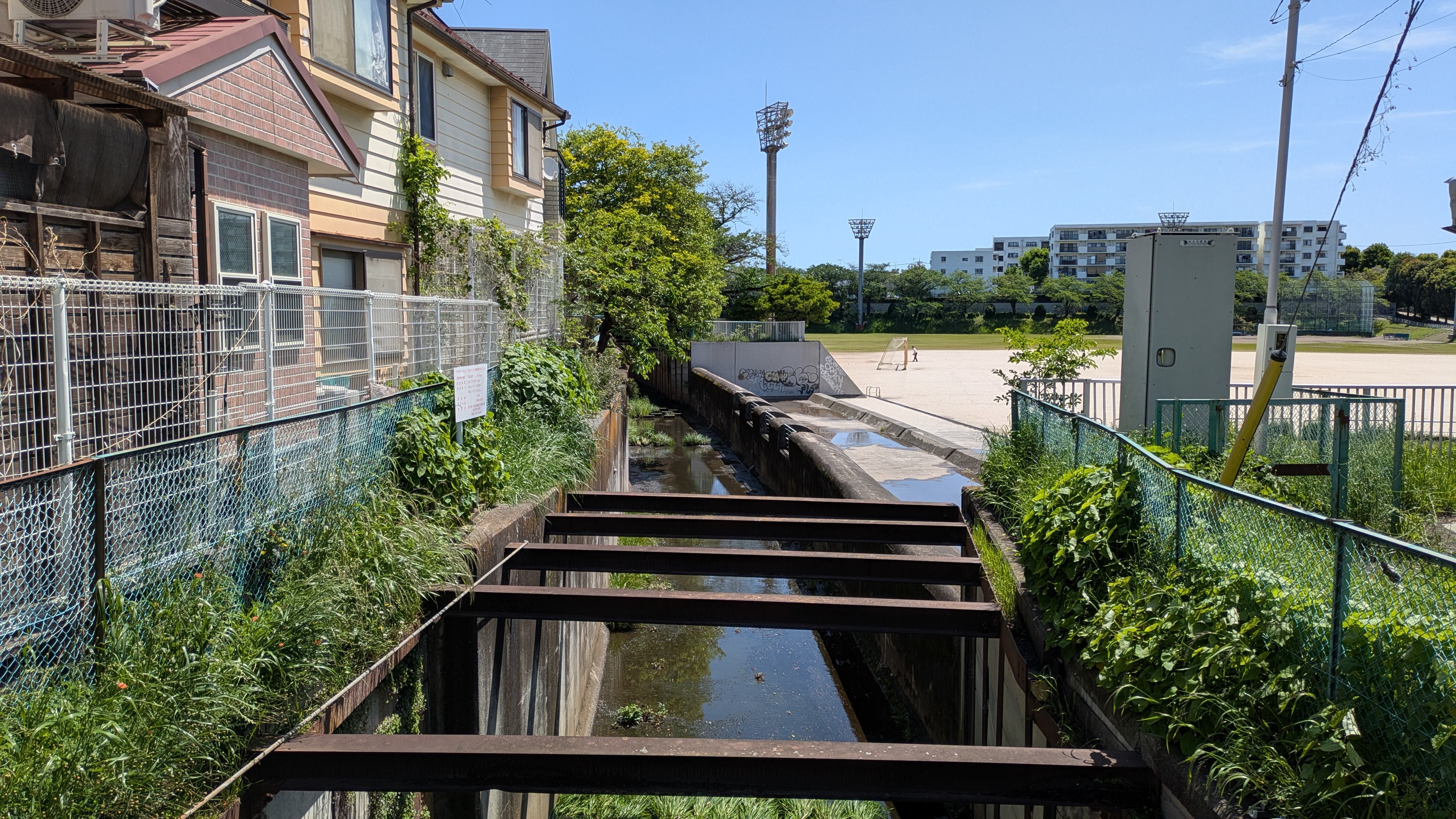
石神井川庚申橋より向台調整池越流提を望む

- 東京都立田無高等学校
- アスクたなし保育園
- 田無市民公園（タコ公園）
- 西東京市総合体育館
- 西東京市市民公園グラウンド
- 向台運動場（向台調整池）
- UR都市機構パークサイド田無向台
- 東京電力パワーグリッド向台変電所

### 向台町六丁目
- 西東京市立上向台小学校
- 西東京市立上向台第二学童クラブ
- 西東京市上向台市民集会所（旧称：上向台地区会館）
- 東京都立小金井公園（小金井市関野町・桜町、武蔵野市桜堤、小平市花小金井南町に跨る）